# フィル・モリス (俳優)
フィル・モリス（Phil Morris、1959年4月4日 - ）は、アメリカ合衆国の俳優。

## エピソード
新スパイ大作戦では、以前に出演していた父のコネと思われがちだが、実際にはそれを伏せてオーディションを受け、合格した後にスタッフが親子であると知ったという。父親がやっていたバーニーの息子グラント役としてレギュラー出演。後にグレッグもゲストとして共演を果たしている。

## 出演作品
- スラムドッグス ※声の出演
- ボッシュ: 受け継がれるもの シーズン1
- ヤング・スーパーマン シーズン9
- ヤング・スーパーマン シーズン8
- ほぼ300 ＜スリーハンドレッド＞
- ヤング・スーパーマン シーズン7
- ヤング・スーパーマン シーズン6
- CSI:マイアミ5
- パリス・ヒルトン in HOLLYWOOD☆SCANDAL
- ケイヴ・フィアー　CAVE FEAR
- NCIS ～ネイビー犯罪捜査班 シーズン3
- 犯罪捜査官ネイビーファイル シーズン10
- アトランティス/帝国最後の謎（スウィート役）
- アトランティス/失われた帝国（ドクター・スウィート役）
- パラノイア・デビー/血塗られた学園
- ジングル・オール・ザ・ウェイ（ゲイル・フォース役）
- ビリー'S GUN ＆ FIGHT！
- 勝利への疾走 前後編（メジャー・テイラー役）
- 新スパイ大作戦/黄金の蛇 - 父であるグレッグ・モリスも旧作スパイ大作戦のバーニー・コリアー役で出演、役の設定も親子である。
- 新スパイ大作戦（グラント・コリアー役）
- スタートレックIII ミスター・スポックを探せ!（フォスター士官候補生役）
- スタートレック:ヴォイジャー シーズン6 電磁空間アレース4（ジョン・ケリー中尉役）